# Eva-Lena Frick
Eva-Lena Lisbeth Frick, ogift Karlsson, född 28 april 1961 i Sävsjö församling i Jönköpings län, är en svensk tidigare längdskidåkare och VD för Vätternrundan och Vasaloppet.
Eva-Lena Frick växte upp i Sävsjö och är dotter till köpmannen Uno Karlsson och Gullan, ogift Fransson, samt syster till skidåkaren Mia Karlsson och moster till skidåkaren Frida Karlsson. 
Under födelsenamnet Eva-Lena Karlsson var hon i unga år framgångsrik som längdskidåkare. Hon var med i landslaget och deltog i såväl OS 1984 som i flera världsmästerskap.
Hon har efter genomgången högskoleutbildning i företagsekonomi bland annat varit verkställande direktör för Vätternrundan i tolv år och därefter för Vasaloppet i fyra år under tiden 2016–2020.
Frick har suttit i styrelserna för Svenska Skidförbundet, Svenska Orienteringsförbundet, O-Ringen och En Svensk Klassiker.